# John Nicolson

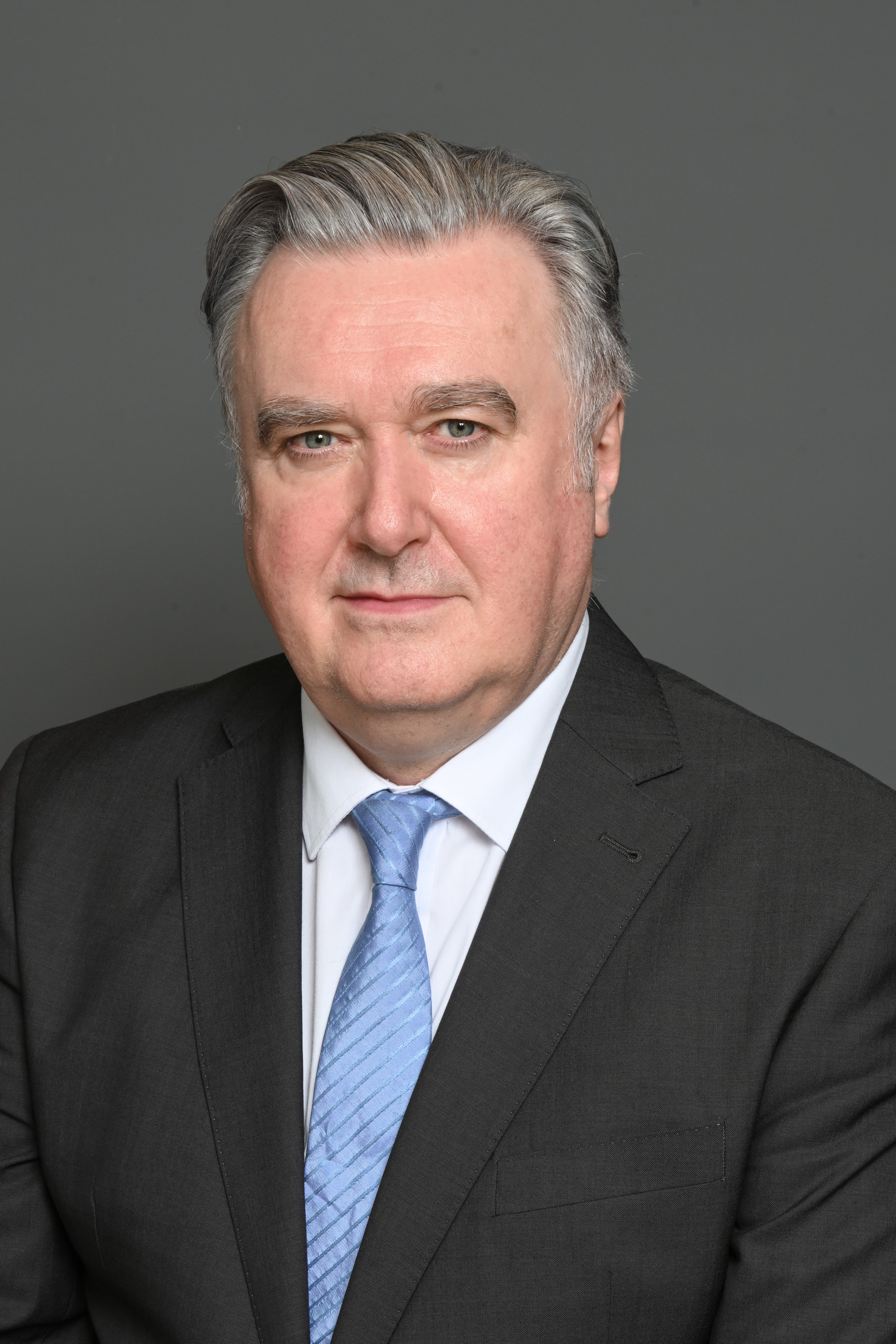
John Nicolson, 2023

John Nicolson (* 23. Juni 1961 in Glasgow) ist ein schottischer Politiker, Moderator und Reporter.

## Leben
In Glasgow geboren, studierte Nicolson an der Universität Glasgow. Er war Mitglied des universitären Debattierclubs und gewann sowohl die schottischen Debating-Meisterschaften als in der Mannschaft 1983 auch das World Universities Debating Championship. Nach seinem Masterabschluss gewann Nicolson sowohl ein Kennedy- als auch ein Harkness-Stipendium zum Studium an der Universität Harvard. Der demokratische Senator Daniel Patrick Moynihan engagierte Nicolson daraufhin als Redenschreiber.
Nicolson kehrte in die Heimat zurück und wurde für die BBC tätig. Dort fungierte er als politischer Korrespondent in London und Reporter unter anderem in Panorama, Newsnight und Public Eye. Später moderierte Nicolson das Frühstücksfernsehen und war Sprecher des BBC-Nachrichtenmagazins zu Beginn der Anschläge vom 11. September 2001.

## Politischer Werdegang
Bei den britischen Unterhauswahlen 2015 kandidierte Nicolson für die SNP im Wahlkreis East Dunbartonshire. Er trat dabei unter anderem gegen die Liberaldemokratin Jo Swinson an, welche den Wahlkreis seit seiner Einführung 2005 im britischen Unterhaus vertrat. Nach massiven Stimmgewinnen der SNP bei diesen Wahlen, erreichte Nicolson mit 40,3 % den höchsten Stimmenanteil und zog in der Folge erstmals in das House of Commons ein. Dort war er Mitglied des Ausschusses für Kultur, Medien und Sport. Mit Stimmverlusten verlor Nicolson bei den vorgezogenen Unterhauswahlen 2017 sein Mandat und schied in der Folge aus dem Parlament aus. Bei der Unterhauswahl 2019 wurde er für den Wahlkreis Ochil and South Perthshire wieder in das Unterhaus gewählt.